# Bertram Richard Brooker
Pour les articles homonymes, voir Brooker.
Bertram Richard Brooker est un peintre et écrivain canadien.

## Biographie

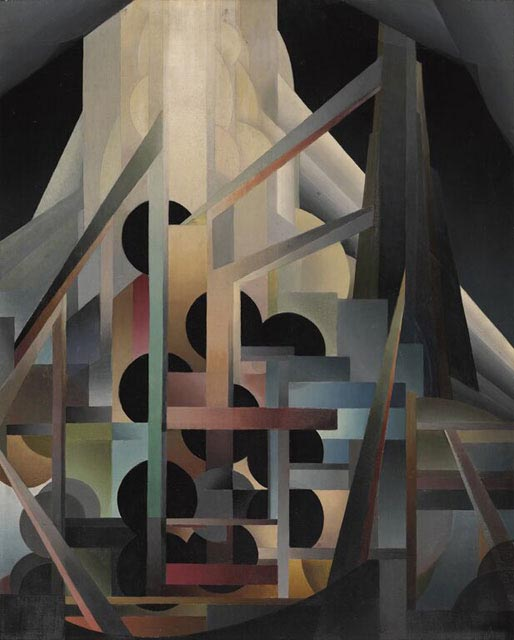
Ascending Forms.jpg (entre 1924 et 1934)

Né à Croydon en Angleterre, Bertram Richard Brooker émigre au Manitoba au Canada en 1905. Il se consacre à plusieurs activités, romancier, poète, journaliste, comédien, critique d'art. En 1921, il déménage à Toronto. Ami avec de nombreux peintres qui fréquentent l'Arts and Letters Club, il se lance en peinture. Son travail touche à plusieurs tendances, le réalisme figuratif, le cubisme, le symbolisme et l'abstraction. Intéressé par Vassily Kandinsky, il est d'ailleurs considéré comme un pionnier de l'abstraction au Canada.
En 1936, son roman Think of the Earth est récompensé par le premier Prix du Gouverneur général. À partir de 1940, il entre dans l'agence publicitaire MacLaren Advertising.